# Oceanisch kampioenschap voetbal vrouwen 1991
Het OFC Vrouwen Kampioenschap 1991 was de vierde editie van het OFC Vrouwen Kampioenschap. Eigenlijk was het voetbaltoernooi het OFC-kwalificatietoernooi voor het eerste WK voor vrouwen waarvan de OFC de winnaar tevens als winnaar van het OFC Vrouwen Kampioenschap aanmerkte. Het werd van 19 tot en met 25 mei 1991 gehouden en vond plaats in Sydney, Australië en werd voor de tweede keer gewonnen door het Nieuw-Zeelands vrouwenvoetbalelftal.
De drie deelnemende landen speelden elk twee keer tegen elkaar en het land dat na de competitie bovenaan stond was de winnaar en mocht aan het WK deelnemen.

## Teams
- Australië
- Nieuw-Zeeland
- Papoea-Nieuw-Guinea

## Wedstrijdresultaten
| Nieuw-Zeeland | 16-0 | Papoea-Nieuw-Guinea |  |
| Nieuw-Zeeland | 1-0  | Australië           |  |
| Australië     | 12-0 | Papoea-Nieuw-Guinea |  |
| Nieuw-Zeeland | 11-0 | Papoea-Nieuw-Guinea |  |
| Nieuw-Zeeland | 0-1  | Australië           |  |
| Australië     | 8-0  | Papoea-Nieuw-Guinea |  |

## Eindstand
| Land                | Wed | Win | Gel | Ver | DV | DT | +/– | Pnt |
| ------------------- | --- | --- | --- | --- | -- | -- | --- | --- |
| Nieuw-Zeeland       | 4   | 3   | 0   | 1   | 28 | 1  | +27 | 6   |
| Australië           | 4   | 3   | 0   | 1   | 21 | 1  | +20 | 6   |
| Papoea-Nieuw-Guinea | 4   | 0   | 0   | 4   | 0  | 47 | –47 | 0   |

| Kampioen: Nieuw-Zeeland (2e titel) |